# Pristomerus clypeatus
Pristomerus clypeatus är en stekelart som beskrevs av Dasch 1979. Pristomerus clypeatus ingår i släktet Pristomerus och familjen brokparasitsteklar. Inga underarter finns listade i Catalogue of Life.